# Nannomesochra arupinensis
Nannomesochra arupinensis är en kräftdjursart som först beskrevs av Alessandro Brian.  Nannomesochra arupinensis ingår i släktet Nannomesochra och familjen Canthocamptidae. Arten är reproducerande i Sverige. Inga underarter finns listade i Catalogue of Life.